# Osterhever
Osterhever (danès Østerhever) és un municipi del districte de Nordfriesland, dins l'Amt Eiderstedt, a l'estat alemany de Slesvig-Holstein. És a 16 kilòmetres de Tönning i a 12 kilòmetres de Sankt Peter-Ording. Limita a l'oest amb Westerhever, al sud amb Poppenbüll i a l'est amb Tetenbüll.
L'àrea del municipi d'Osterhever s'estén al llarg de la secció costanera del nord de la península d' Eiderstedt al rierol del mar de Wadden de l'Hever al nord a la zona marítima del mar de Wadden de Frisia del Nord. La península forma la principal unitat espacial natural de l'Eiderstedter Marsch (núm. 683).
El municipi d'Osterhever comprèn diverses zones anomenades residencials pel que fa a la geografia d'assentaments. L'assentament principal és el poble de l'església homònima. A més, al terme municipal també es troben els grups de cases Böhlingshörn, Köpsiel, Mühlendeich, Norderdeich, Pilkenkreuz, Schockenbüll, Seegaard i Slatterack. Els assentaments agrícoles són Großerhof, Hülk, Kloster, Löwenhof, Mittelhof, Osterhof, Schafhaus, Volkertshof, Westerhof i Westhof.

## Història
Les perforacions arqueològiques a l'Osterhever Warft mostren que es va construir a partir d'argila a l'Edat Mitjana, és a dir, aixecant material extret del fons marí com una elevació a prova de tempesta. L'Osterhever Koog es va fundar al segle XII. segle. A la baixa edat mitjana, la parròquia va perdre terres al nord i a l'oest cap a la part del mar del Nord coneguda com a Fallstief com a conseqüència de les onades de tempesta. Dirk Meier va investigar el dic del molí del Mimhusenkoog, que hi ha al sud, el 1991. Les excavacions van revelar un dic de nucli baix del segle XII/XIII. segle, que es va incrementar diverses vegades. Tots els dics s'havien enfonsat en el subsòl inestable.
A la Chronicon Eiderostadense vulgare, la Crònica comuna d'Eiderstedt, que cobreix el període de 1103 a 1547, Osterhever va ser esmentat probablement per primera vegada: El 1113 els Boyensmänner van matar al seu líder de l'església Harmen Lütke (a Garding). Com a resultat, se'ls va suprimir el dret de mecenatge (el dret a proposar el nomenament d'un pastor). Posteriorment es van construir les següents capelles (…): (…) Osterhever (…).
El 1 El gener de 2002, el municipi d'Augustenkoog va renunciar a la seva independència i es va unir al municipi d'Osterhever.